# Chester (Pennsylvania)
Chester is een plaats (city) in de Amerikaanse staat Pennsylvania, en valt bestuurlijk gezien onder Delaware County.

## Demografie
Bij de volkstelling in 2000 werd het aantal inwoners vastgesteld op 36.854.

## Sport
De professionele voetbalclub Philadelphia Union heeft haar stadion PPL Park in Chester.

## Geografie
Volgens het United States Census Bureau beslaat de plaats een oppervlakte van
15,6 km², waarvan 12,6 km² land en 3,0 km² water.

## Plaatsen in de nabije omgeving
De onderstaande figuur toont nabijgelegen plaatsen in een straal van 4 km rond Chester.

## Geboren
- Ethel Waters (1896-1977), jazzzangeres en actrice
- Alex North (1910-1991), componist
- Marcus Belgrave (1936-2015), jazz-trompettist
- Fran Brill (1946), actrice en poppenspeelster
- Vincent Margera (1956-2015), televisiepersoonlijkheid